# Emmy Rossum
Emmy Rossum (născută Emmanuelle Grey Rossum la 12 septembrie 1986) este o actriță americană, cu origini basarabene (bunica lui Emmy este din Republica Moldova, orașul Telenești).

## Biografie

### Copilărie
Rossum s-a născut în New York City, New York, Statele Unite.

### Carieră
Rossum și-a început cariera de actriță la sfârșitul anilor 1996, apărând în episoade din serialele de televiziune Law and Order și As the World Turns.

## Filmografie

### Film
| Anul | Titlul                   | Rolul                      | Notă |
| ---- | ------------------------ | -------------------------- | --- |
| 2009 | Dragonball               | Bulma Briefs               | |
| 2009 | Dare                     | Alexa Walker               | |
| 2006 | Poseidon                 | Jennifer Ramsey            | 182 milioane $ pe plan mondial |
| 2004 | The Phantom of the Opera | Christine Daaé             | 150 milioane $ pe plan mondial nominalizare Golden Globe - Best Performance by an Actress in a Motion Picture - Musical or Comedy |
| 2004 | The Day After Tomorrow   | Laura Chapman              | 540 milioane $ pe plan mondial |
| 2003 | Mystic River             | Katie Markum               | nominalizat la Cel mai Bun film, 100 milioane $ pe plan mondial                                                                   |
| 2003 | Nola                     | Nola                       | |
| 2002 | Passionada               | Vicky Amonte               | |
| 2001 | Happy Now                | Nicky Trent / Jenny Thomas | |
| 2001 | An American Rhapsody     | Sheila (at 15)             | |
| 2000 | It Had to Be You         | Young Girl                 | |
| 2000 | Songcatcher              | Deladis Slocumb            | |

### Televiziune
| Anul | Titlul                   | Rolul                | Notă                  |
| ---- | ------------------------ | -------------------- | --------------------- |
| 2001 | The Practice             | Allison Ellison      | 1 episod              |
| 2000 | The Audrey Hepburn Story | Young Audrey Hepburn | made-for-television   |
| 1999 | As the World Turns       | Abigail Williams     | telenovelă            |
| 1999 | Snoops                   | Caroline Beels       | serial TV; 2 episoade |
| 1999 | Genius                   | Claire Addison       | made-for-television   |
| 1998 | Grace & Glorie           | Luanne               | film TV               |
| 1998 | A Will of Their Own      | Young Sarah          | Miniserial            |
| 1998 | Only Love                | Lily                 | film TV               |
| 1997 | Law & Order              | Alison Martin        | 1 episod              |